# Ashley Weinhold
Ashley Weinhold (20 juni 1989) is een tennisspeelster uit de Verenigde Staten van Amerika.
Ze begon op vijfjarige leeftijd met het spelen van tennis.
In 2006 speelde ze haar eerste grand slam door op de US Open op het damesdubbel uit te komen. Een jaar later speelde ze weer de damesdubbel, maar ook in het enkelspel. Steeds kwam ze niet verder dan de eerste ronde.